# Économie du Danemark
L'économie du Danemark, très dépendante du commerce extérieur en raison de la petite taille du marché intérieur, est prospère et fait du pays l'un des plus riches au monde. Économie de marché, ouverte (les exportations représentent 32 % du PIB et accroissent le taux de croissance), le Danemark concentre sa production sur certains produits (produits pharmaceutiques, biens d'équipements industriels, mais aussi pétrole et gaz naturel).
Le produit intérieur brut par habitant était, en 2013, le 7e au monde avec 37 800 euros. Le revenu médian est de 1 930 euros par mois. Six Danois sur dix sont propriétaires. Le Danemark a connu une croissance de 249 % entre 1990 et 2019.

## Histoire
Durant son histoire, le Danemark a notamment développé un empire colonial avec des comptoirs, notamment en Inde (Tranquebar), en Afrique (Côte-de-l'Or danoise) et dans les îles des Antilles (Indes occidentales danoises), via notamment deux compagnies : la compagnie danoise des Indes orientales et la compagnie danoise des Indes occidentales et de Guinée.

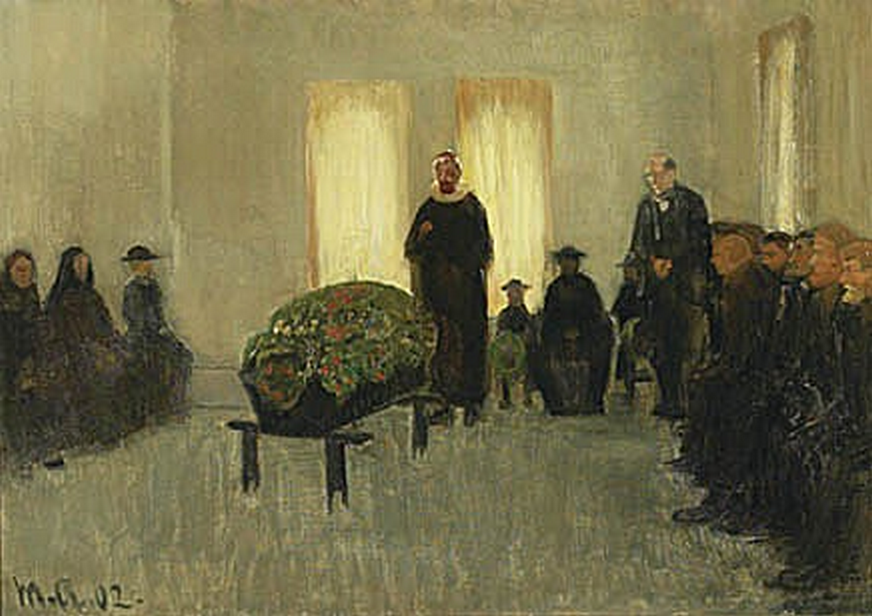
Importance historique du secteur de la pêche et ses conséquences sociales : Funérailles de pêcheur à Skagen par Michael Ancher, 1902

Le sociologue danois Karl Ove Pedersen estime que le pays est passé de l’État acteur dans l'économie à l’État concurrentiel (Konkurrencestaten) où le poids traditionnel de l’État et des politiques publiques sur la société danoise est désormais utilisé comme instrument coercitif de réforme du marché du travail, et même de l’ensemble des structures sociales, ce qui aboutit à une gestion managériale de la sphère publique.[pas clair]

## Secteurs d'activité
Le secteur agricole est resté puissant grâce à une politique d'exportation dynamique (Grande Bretagne, autres pays scandinaves) de produits transformés (bières, produits laitiers et carnés), mise en œuvre par des structures coopératives bien organisées. L'industrie de la pêche est importante.
Le Danemark ne possède pas beaucoup de matières premières, mais il commence à exploiter des mines au Groenland, territoire danois, et exploite un peu de pétrole dans la mer du Nord, sans commune comparaison avec son voisin norvégien qui en tire des revenus substantiels.
L'industrie s'est orientée très tôt vers une politique de niches. De grands groupes danois dominent leur spécialité et ont acquis une réputation mondiale (jouets, régulation thermique, brasserie, éoliennes, haute fidélité, etc.). Nécessitant des approches marketing lourdes, ces activités ont pu prospérer grâce à des structures capitalistiques solides souvent d'origine familiale investissant à long terme.
Les services ont par ailleurs bénéficié de la situation géographique du pays avec le port de Copenhague idéalement placé dans le détroit du Grand Belt. La maritimisation du Danemark a également permis de générer des activités économiques dont le transport maritime danois qui est puissant et assure une couverture mondiale de ses prestations.

## Commerce extérieur
Le commerce extérieur correspond presque aux deux tiers du PIB danois et environ trois quarts des partenaires commerciaux
du Danemark sont des États membres de l'UE. En 2003, les investissements étrangers au Danemark s'élevaient à près de 350 milliards de DKK, alors que les investissements danois à l'étranger s'élevaient à 375 milliards de DKK . Une grande partie de ses exportations vont vers l'Allemagne, les pays nordiques (Suède, Norvège, Islande, Finlande), le Royaume-Uni, La Pologne, la Russie et la France.

## Organisation du travail
Les rapports sociaux sont marqués par l'apaisement, les grèves et les conflits sociaux sont peu nombreux. Syndicats et patronats négocient continuellement et fixent des conventions collectives réévaluées régulièrement. Jusqu'à tout récemment une bonne part des entreprises pratiquaient le Closed shop (obligation de se syndiquer pour être embauché), aboli par la Cour européenne des droits de l'homme car portant atteinte à la liberté de ne pas se syndiquer.
Le taux de syndicalisation est de 87,5 %,le plus élevé d'Europe juste devant la Suède (82 %). Il est de 8 % en France. Si le syndicalisme, jadis très fort comme dans la plupart des pays scandinaves, tend à faiblir, le taux de syndicalisation reste cependant l'un des plus élevés connus.
En cas de conflit social, un processus de négociation a lieu entre les syndicats des salariés et ceux du patronat. L'État n'intervient qu'en tout en dernier recours lorsque tous les efforts de conciliation se sont soldés par une impasse. Si les partenaires sociaux ne sont pas parvenus à un accord, un médiateur public est désigné pour proposer aux deux parties un arrangement à l'amiable. Au cas où cet arrangement n'est pas considéré comme satisfaisant, le parlement danois peut adopter une motion de conciliation et lui donner force de loi.
La durée hebdomadaire de travail est de 37 heures du lundi au vendredi. 70 % des salariés du secteur tertiaire quittent le bureau vers 16h30, mais beaucoup de gens continuent à travailler une fois rentrés chez eux. La « loi des onze heures » impose une période de repos de 11 heures consécutives entre deux jours de travail. En règle générale, les heures supplémentaires sont majorées de 50 % pour les trois premières heures et de 100 % pour les heures suivantes.
Selon la loi danoise (Ferielov) qui régit le droit aux congés annuels, les salariés bénéficient de 25 jours ouvrables de congés payés par année de travail effectif (soit 2,08 jours par mois de travail effectif à terme échu), auxquels s'ajoutent cinq jours obtenus par la plupart des accords collectifs. Le fonctionnement des congés annuels est établi par chaque convention collective. Une prime de vacances de 1 % minimum du salaire annuel est versée lors du départ en congé. Une possible sixième semaine de congés payés est parfois négociée.
Les allocations chômages sont relativement élevées. Le Danemark étant un petit pays, la prise en charge des chômeurs et leur retour à l'emploi a au cours des dernières décennies fait l'objet d'une politique très active. Le Danemark ne possédant pas de grandes industries à la française ou à l'allemande, les licenciements massifs sont donc plus rares. Les entreprises peuvent licencier facilement, les salariés licenciés reçoivent des indemnités longues et importantes et la formation continue est fortement encouragée.
La pauvreté est faible au Danemark, mais en progression ces dernières années. Le chômage est faible (autour de 6 %). Le taux de chômage y est passé de 12,5 % en 1993 et tourne autour de 5 % à 6 % aujourd'hui. Les trois pays d'Europe où les salariés sont les plus satisfaits de leur emploi (dans l'ordre, Danemark, Finlande et Pays-Bas) sont ceux où l'ancienneté moyenne dans l'entreprise est la moins élevée. La facilité de licencier, mais aussi une moindre crainte du chômage facilite les ajustements. La dérégulation ne suffit pas en effet à améliorer le climat social puisque, au Royaume-Uni, où l'ancienneté moyenne est la même qu'au Danemark (huit ans), le taux de satisfaction des salariés se trouve être parmi les plus bas en Europe.

### Rôle de l'État
Les Danois paient également beaucoup d'impôts. Mais leurs services publics sont d'une efficacité remarquable et d'une grande disponibilité. L'éducation scolaire et universitaire et la médecine sont en grande partie gratuites (mais les soins dentaires sont chers et les études sont comme partout coûteuses). L'État consacre chaque année 9 % de son PIB aux dépenses de santé. Les enfants font l'objet d'un suivi médical régulier. Les infrastructures du service public sont très fluides. Les retraites sont relativement élevées et la politique de départ en préretraites (il y a plus de préretraités au Danemark qu'en France, alors que la population danoise n'est que de 5 484 723 habitants) très efficace, contribuant à la baisse du chômage. Les services sociaux (maisons de retraite, hôpitaux…) sont très modernes, les services postaux et les transports publics, très développés et rationalisés. Les Danois utilisent beaucoup le vélo, avec des pistes cyclables partout.

## Fiscalité
Les impôts des Danois sont parmi les plus élevés au monde. Les Danois sont soumis à la pression fiscale la plus élevée des pays de l'OCDE : de 51 % à 63 % soit le taux marginal d'imposition le plus fort au monde.
En 2002, selon l'OCDE, la TVA représente au Danemark 33 % de ses recettes fiscales, contre 25 % du revenu fiscal en France. Par ailleurs, les impôts directs représentent 53 % des recettes (contre 17 % en France). Le taux de TVA est de 25 % et le pays a mis en place une TVA sociale dès les années 1980.

## Le modèle danois?
On parle parfois en France d'un « modèle danois ». L'ancien ministre danois des finances Mogens Lykketoft a lui-même publié un livre ainsi intitulé. La grande flexibilité du monde du travail et de la reconversion professionnelle est l'un des atouts du "modèle danois".
Une étude de l'université de Leicester (Grande-Bretagne) et une autre de l'association World Values Survey de Stockholm (Suède) sont parvenus à la même conclusion, en utilisant des critères différents : système de santé, niveau de vie et accès à l'éducation pour les premiers ; liberté de choisir son mode de vie, égalité des sexes et tolérance à l'égard des minorités pour les seconds. Dans l'étude britannique, (sur 178 pays) ce sont les Danois qui arrivent en premier. Dans l'étude de l'université de Leicester menée par Adrian White, la Suisse et l'Autriche suivent le Danemark, les États-Unis arrivent en 23e position, l'Allemagne en 35e, le Royaume-Uni en 41e et la France en 62e.
Le fonctionnement du marché du travail se caractérise par un mélange de flexibilité (licenciements faciles pour les entreprises) et d'un système d'indemnisation élevée des chômeurs. On parle d'un modèle de flexisécurité.Taux de chômage novembre 2008 : 1,9 % Méthode Eurostat : 2,3 % (juillet 2008).
Les inégalités de revenus, relativement faibles par rapport aux autres pays de l’OCDE, se sont accrues de 9 % entre 1987 et 2012. Le Danemark est aussi confronté au phénomène récent des travailleurs pauvres.
Le Danemark présente l'un des taux d'emploi dans les administrations publiques les plus élevés des pays de l'OCDE, celui-ci s’élevant en 2018 à 143,5 ‰ (88,5 ‰ en France).

## Les limites du modèle danois
Au début de l'année 2008, les économistes danois, et en particulier Niels Bernstein, gouverneur de la Banque centrale, modèrent beaucoup la vision très optimiste que bien des États étrangers ont du miracle danois[réf. nécessaire].

## Entreprises
La plus grande entreprise danoise, Mærsk, est la première compagnie maritime et le plus grand armateur de porte-conteneurs du monde. 
Le groupe agroalimentaire Danish Crown est la première du pays dans sa catégorie.
Parmi les marques connues internationalement, on trouve entre autres Lego, Grundfos, Bang & Olufsen, ISS, Velux, Vestas et Carlsberg.